# Szered

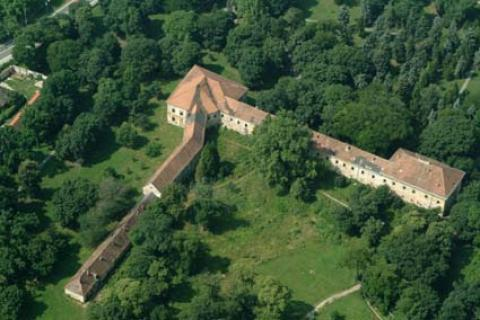
A kastély légifotója

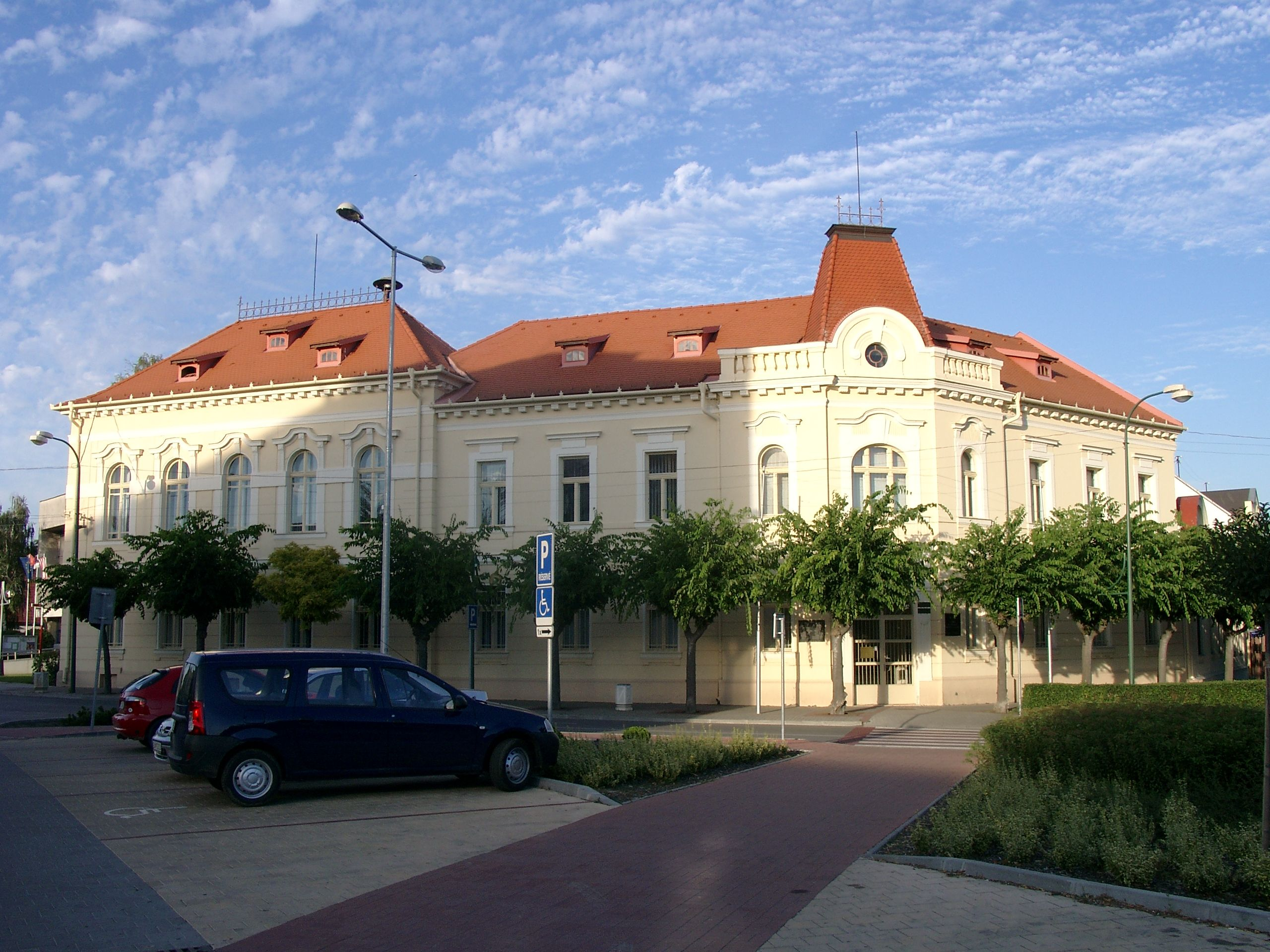
Szered belvárosa

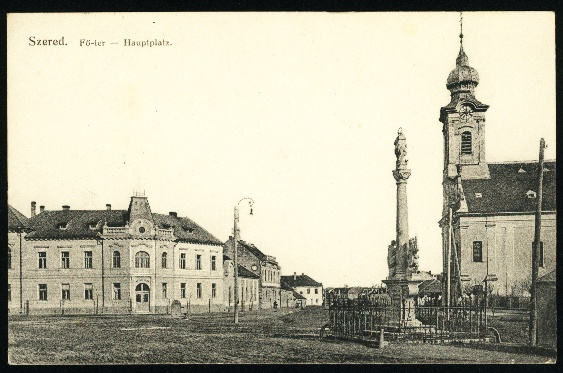
A város főtere a Monarchia idején

Szered (szlovákul Sereď) város Szlovákiában, a Nagyszombati kerület Galántai járásában. Hozzá tartozik Alsó- Felső- és Középcsöpöny is.

## Fekvése
Nagyszombattól 15 km-re délkeletre, a Vág partján található.

## Története
Szered városa létezését a Felvidék egyik meghatározó folyójának, a Vágnak köszönheti. A Vág a régmúltban nem volt olyan szabályozott, mint napjainkban. A folyó a síkságra kiérve szigeteket képezett, melyeket mocsaras vidék vett körül. Az egyik ilyen szigeten már a 9. században vár állott, mely határvédelmi célokat szolgált. A középkorban a régi gázlók helyére fahidakat építettek, mely a főbb szigeteket kötötte össze. A legnagyobb szigeten épült fel a 10. században Sempte fából és földből épített vára.
A vár közelében létesült település 1313-ban bukkan fel először írott forrásban Zereth alakban. Első ismert pecsétje 1461-ből származik. A vár mellett kifejlődött mezőváros neve a 16. századra a várra is áttevődött. A Nyitra és Pozsony vármegye határán levő Szered jelentőségét az is fokozta, hogy itt vezetett át a Budáról Prágába menő kereskedelmi út. Itt a Vág átkelőjénél hamarosan kereskedelmi központ alakult ki, melynek állat- és gabonavásárai messze földön híresek voltak. Ide érkeztek a Vágon tutajon leúsztatott fa- és sószállítmányok is, a városnak sóraktára is volt, a folyón hajómalmok működtek. Kereskedelmi jelentősége csak 1846-ban szűnt meg, amikor megépült a Nagyszombatot Pozsonnyal összekötő vasútvonal, attól fogva ugyanis az áruk szállítása már vasúton történt. Mindamellett a vásárok hagyománya a mai napig fennmaradt, hiszen Keresztelő Szent János napján ma is megrendezik a szeredi vásárt és sörfesztivált.
Az első szeredi iskoláról 1505-ben tesznek említést. 1746-1747 telén a jég a hidat tönkretette, helyette komp járt. A várost nagy veszteség érte, amikor 1777. augusztus 2-án egy tűzvészben leégett a plébániatemplom. Helyette újat kellett építeni, erre 1781-ben került sor. A 19. században gyorsan fejlődött az ipar. 1845-ben cukorgyár és később több feldolgozó üzem létesült. Egykori magyar lakóit a 18. század elejétől szlovákok váltották fel. A város határában lezajló 1849. június 9-i ütközet eredményeként a honvédség visszavonulásra kényszerítette a császári sereget. 1876-ban a települést elöntötte a jeges árvíz.
Pozsony vármegye monográfiája így ír a városról: „Szered, nagyközség, 467 házzal és 5095, nagyobbára róm. kath. vallású tót lakossal, kik között a magyar nyelv örvendetesen terjed. Hajdan a semptei vár őrei lakták. Katona-utcza elnevezése is ebből az időből származik; akkor még ez az utcza külön község volt. Mai kastélya, melynek helyén az ősi semptei vár állott, még csak nem is sejteti hajdani rendeltetését. Anonymus is említi a semptei várat, mely hajdan a Vág balpartján feküdt. A századok folyamán a Vág új medret vájt magának, úgy hogy az e folyó mellett keletkezett helyet ketté szakította. Így került Sempte a Vágnak egyik és Szered a másik partjára. A régi Vág medre Szered főpiaczán, a sörház-utczán és a Katona-utczán vonult át és elválasztotta Nyitrát Pozsony vármegyétől, egész 1886-ig, a mikor Szered-Újvárost és Szeredet egyesítették és a két vármegye között határul a mai Vág medrét állapították meg. Szered mint önálló helység a XV. században már fennállott. 1419-ben hídja is említtetik és e század végén a Bazini és Szentgyörgyi grófok birtoka volt. Az 1553-iki összeírásba Báthori András 34 portával van felvéve. Idővel a szeredi vár az Esterházyak birtokába került. Esterházy Ferencz Thököly Katalint vette nőül, ki másodszor Lövenburg Jánoshoz ment férjhez és 1698-ban alapította Szereden a szegények házát, mely még ma is fennáll. 1705 október 19-én Bercsényi a várat megadásra kényszerítette és ez egész a trencséni csatáig a felkelők kezében maradt. A kuruczok visszavonulása után a vár és az uradalom Esterházy József birtokába került, ki a várat átalakította és abból modern kastélyt építtetett. A vár egyik tömör őrtornyát csak a XIX. század elején bontották le. A kastély és a birtok most Alsasse d’Hennin Angelika herczegnőé. A mai katholikus templomot Esterházy Ferencz kanczellár építtette 1760–1780 között. 1813-, 1860-, 1870- és 1894-ben nagy árvíz pusztított a községben és határában. 1848-ban, a nagyszombati csata után, Guyon visszavonuló honvédei felgyújtották maguk után a Vág hídját és az utánuk nyomuló osztrákokra ágyúztak, mi közben a községben számos ház megrongálódott. A község azelőtt magyar volt. Fényes Elek a mult század 30-as éveiben is még magyarnak mondja, de az 1880-iki népszámlálás 4000 lakosa között csak 400 magyart talált. Hajdan mezőváros volt. Van a községben ipartestület, takarékpénztár, önkéntes tűzoltó-egyesület, ifjúsági egyesület, nőegyesület és szépítő-egyesület, továbbá a Perl és társa czégnek gépgyára, Freund Gyulának pótkávé-gyára, a Steiner czégnek csontszén-gyára és Klug Bernátnak mosószóda-gyára. Ide tartoznak Herczegudvar és Kiserdő majorok. A községnek saját postája, távírója és vasúti állomása van.”
A trianoni békeszerződésig Pozsony vármegye Nagyszombati járásához tartozott.
A második világháború idején, 1942 és 1945 között a város területén működött a fasiszta Szlovák Köztársaság egyik jelentős munka- és gyűjtőtábora. A Szlovákiából elhurcolt megközelítőleg 70 000 zsidó közül több mint 10 000 személy fordult meg – a koncentrációs táborokba történő szállításuk köztes állomásaként – e gyűjtőtáborban. A tábor felügyeletét 1942 és 1944 között – a túlélők beszámolója szerint – a szinte folyamatosan ittas állapotú Hlinka gárdisták látták el. A tábor parancsnokságát 1944 októberében Alois Brunner SS tiszt vette át, kinek parancsnoksága alatt harminchárom SS tiszt és katona szolgált. A háború utolsó hónapjaiban, 1945 elején itt gyűjtötték össze Szlovákia maradék zsidó lakosságát, mintegy 5000 személyt, majd szállították tovább a koncentrációs táborokba. A Szlovák Nemzeti Levéltárból 2009-ben került elő a szeredi gyűjtőtáborban 1944 novembere és 1945 márciusa között fogvatartott személyek részletes listája.

## Népessége
| Év:            | 1994.  | 2004.   | 2014.   | 2024.   |
| -------------- | ------ | ------- | ------- | ------- |
| Emberek száma: | 17 567 | 17 286  | 15 993  | 15 059  |
| Eltérés:       |        | -1,59 % | -7,48 % | -5,84 % |

| Év:            | 2023.  | 2024.   |
| -------------- | ------ | ------- |
| Emberek száma: | 15 166 | 15 059  |
| Eltérés:       |        | -0,70 % |

1880-ban 4015 lakosából 2448 szlovák, 1021 német, 379 magyar, 1 szerbhorvát anyanyelvű, 5 idegen és 161 csecsemő. Alsócsöpöny 364 lakosából 271 szlovák, 52 német, 27 magyar anyanyelvű és 14 csecsemő. Felsőcsöpöny 313 lakosából 296 szlovák, 4 német, 2 magyar anyanyelvű és 11 csecsemő. Középcsöpöny 245 lakosából 208 szlovák, 13 magyar, 5 német anyanyelvű, 1 idegen és 18 csecsemő volt. Szeredet 2866 római katolikus, 1043 zsidó, 70 evangélikus, 35 református és 1 görögkatolikus lakta.
1910-ben 5371 lakosából 2941 szlovák, 1946 magyar, 429 német, 1 román és 54 más anyanyelvű, ebből 4328 római katolikus, 985 zsidó, 35 evangélikus, 20 református, 2 görögkatolikus és 1 pravoszláv vallású. Alsócsöpöny 317 lakosából 211 szlovák, 98 magyar és 8 német anyanyelvű volt. Felsőcsöpöny 331 lakosából 241 szlovák, 71 magyar és 19 német anyanyelvű. Középcsöpönyt 348 lakosából 327 szlovák, 18 magyar és 3 német anyanyelvű lakta.
2001-ben 17 406 lakosából 16 373 szlovák, 229 magyar, 165 cseh és 113 cigány volt.
2011-ben 16 235 lakosából 14 759 szlovák, 305 magyar, 143 cigány és 100 cseh volt.
2021-ben 15737 lakosából 148 (+20) magyar, 7 (+15) cigány, 5 (+6) ruszin, 14380 (+53) szlovák, 168 (+20) egyéb és 1029 ismeretlen nemzetiségű volt.

## Nevezetességei
- Az Esterházy-kastély az egykori semptei vízivár helyén áll. 1840-ben klasszicista stílusban épült, később empire stílusban átépítették. Jelenleg leromlott állapotban új tulajdonosra vár, aki majd felújítja. Területén 1981 és 1992 között régészeti feltárások folytak, melyek során feltárták a középkori vár alapfalait.
- Keresztelő Szent János tiszteletére szentelt római katolikus templomát 1781-ben gróf Eszterházy Ferenc építtette az 1777-ben leégett régi templom helyett, mely a mai Köztársaság tér helyén állt. A templomot 1865-ben és 1995-ben renoválták.
- A Mária-oszlop a templomtól jobbra, a templomkertben áll, 1736-ban készült. 1904-ben megújították. Mellékalakjai Szent Flórián és Nepomuki Szent János.
- A Szentháromság-oszlop a templomtól balra látható. A 18. század második felében épült barokk stílusban. Mellékalakjai Szent Péter, Szent Pál és Szent Anna. Az alkotást 2006-ban restaurálták.
- A Nagyboldogasszony tiszteletére szentelt kápolna 1832 és 1835 között épült.
- A Városháza régi épülete 1909-ben épült. 1981-óta a hivatal új épületben működik.
- A katolikus iskola 1879-ben épült.
- Közvélemény (Vágszeredi Híradó) című regionális lapja 1902 és 1913 között jelent meg.
- A gimnázium az 1930-as években épült.
- A Vág folyó partja a vízi sportokat és horgászatot kedvelők sokat látogatott helye.
- 1953 óta gyártják Szereden a Horalky (új nevén: Moments) csokis ostyát: az egyedi, kétoldalt csokiba mártott ostyaszelet a Felvidék harmadik legkedveltebb terméke.[8]

## Neves szerediek
- Itt született 1822-ben[9] Piringer Mihály (álnevén: Pataki Mór), aki az 1852-1854-es forradalmi mozgalmak jeles képviselője volt.
- Itt született 1827. június 22-én id. Tomaschek János építész, 1860-1885 között községi bíró. 1910. október 21-én hunyt el Szucsányban, a családi kriptában nyugszik.[10]
- Itt született 1857. július 21-én Weiss Miksa sakkozó.
- Itt született 1863-ban Fekete Béla színész, igazgató.
- Itt született Lenkey Gusztáv (1870-1936) újságíró.
- Itt született 1887-ben František Kubač a Szlovák Nemzetgyűlés elnöke.
- Itt született 1923-ban Ľudovít Holotík szlovák történész (meghalt 1985-ben)
- Itt született 1926-ban Kovács János karnagy, pedagógus, népművelő.[11]

- Itt hunyt el Magyary János (1765-1810) római katolikus esperes-plébános.
- Itt szolgált plébánosként Mattyasovszky László nyitrai megyés püspök, királyi kancellár.
- Itt szolgált Okolicsányi János (1676–1736) váradi megyéspüspök.
- Itt temették el Vajkay Károlyt, királyi táblai elnököt, írót, a Magyar Tudományos Akadémia levelező tagját.
- Itt hunyt el 2018-ban Viliam Karmažin szlovák zeneszerző, karmester.

## Iskolák
- Elemi iskolájának legkorábbi említése 1781-ből származik.
- Első középiskoláját tizenegy éves középiskolaként 1953-ban alapították.
- 1966-ban Kohászati Szakközépiskolát nyitottak, ez később közgazdasági, majd mezőgazdasági iskolává alakult.[12]

## Külső hivatkozások

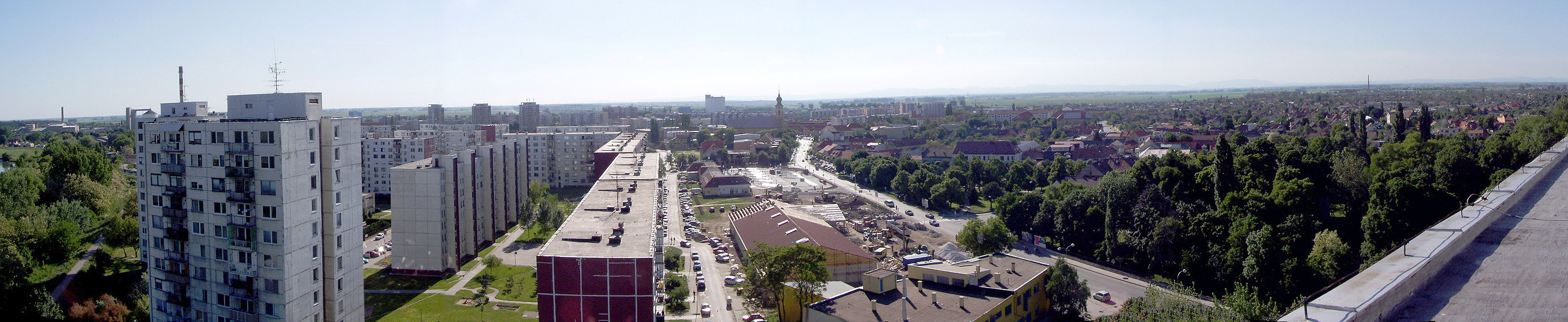
Szered látképe

- Szered város hivatalos oldala (szlovák nyelven)
- Községinfó
- Szered Szlovákia térképén
- E-obce.sk Archiválva 2009. január 22-i dátummal a Wayback Machine-ben
- Seredonline.sk
- Szered részeinek pecsétjei